# 黃虞龍
黃虞龍（17世紀—1647年5月7日），字汝納，廣東肇慶府高要縣人，明朝、南明政治人物。

## 生平
黃虞龍年輕時曾建議在縣內官竇鑿開橫桐築堤，以備旱災，到天啟四年（1624年）中廣東鄉試解元，崇禎十三年（1640年）賜特用出身，獲授清平知縣，苗族叛亂時內撫外禦，擢任黃平知州。永曆元年（1647年）四月，土匪藍二帶領清朝軍隊攻陷湄潭和黃平，黃虞龍和致仕昌平知州張問德一同被殺，州內生員司克文為其收葬屍體，打算入學宮旁邊，不久他的家人取回屍體回鄉，乾隆四十年（1775年）賜諡節愍，入祀忠義祠。

## 引用
1. 1 2  道光《高要縣志·卷二十·列傳一》：黃虞龍，字汝納 採訪冊 ，天啟四年鄉試第一，崇禎十三年特賜進士，授清平知縣，直苗亂，虞龍內撫外禦、備極勞瘁，擢黃平知州，土賊藍二陷城死 《貴州通志》 ，時大清順治四年四月四日也。州生員司克文者身入寇穴收其尸，議葬學宮之側，後家人以喪歸。虞龍鄉居時，建議鑿橫桐隄官竇以節旱潦，至今一方食其利 採訪冊 ，乾隆四十年賜諡節愍，祀忠義祠 《勝朝殉節諸臣錄》 。
2. ↑  道光《高要縣志·卷十六·選舉錄一》：特用進士 黃虞龍 崇禎十五【十三】年，詔官黃平知州，死節，各志作青【清】平知縣，只就其前官錄之耳……舉人……黃虞龍 天啟四年解元
3. ↑  錢海岳《南明史》·卷六十八·列傳第四十四：（永曆元年）四月，土賊藍二等引清兵陷湄潭、黃平，殺黃虞龍、張問德，圍平越。……虞龍，字汝納，崇禎十三年特用。授清平知縣，以平苗亂，遷黃平知州。